# Elton Mayo

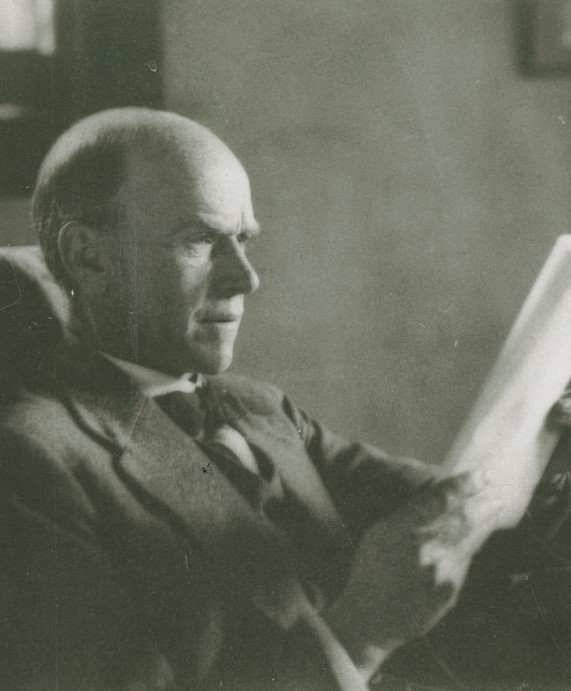
Elton Mayo, 1935

George Elton Mayo (* 26. Dezember 1880 in Adelaide, Australien; † 1. September 1949 in Guildford, Surrey, England) war ein australischer Soziologe.

## Leben
Elton Mayo wurde in eine wohlhabende Familie geboren. Nach zwei erfolglosen Versuchen als Medizinstudent, wechselte er in die Fächer Philosophie und Psychologie. Er unterrichtete von 1911 bis 1923 an der University of Queensland in Australien, dann an der University of Pennsylvania, den größeren Teil seines Berufslebens jedoch von 1926 bis 1947 als Professor an der Harvard Business School, er war dort Mitbegründer und Hauptvertreter der US-amerikanischen Betriebssoziologie.
Als Initiator der Hawthorne-Studien begann er in den 1930er Jahren Verfahren zur Verbesserung der zwischenmenschlichen Beziehungen im Betrieb zu entwickeln. Mit Hilfe von Mitarbeiterbefragungen – persönlichen Gesprächen mit speziell geschulten Interviewern – sollte die Kooperationsbereitschaft der Arbeiter gefördert und deren Zugehörigkeitsgefühl zum Unternehmen (statt zur Gewerkschaft) gestärkt werden. Nützlicher Nebeneffekt dieser Befragungen, die später in Großunternehmen von eigenen soziologischen Diensten durchgeführt wurden, war der Informationsgewinn der Unternehmensführung über drohende Konflikte und die Erweiterung der Möglichkeiten zur Streikprävention.
1936 wurde Mayo in die American Academy of Arts and Sciences gewählt.

## Schriften
- The social problems of an industrial civilisation (1933), dt. ,Probleme industrieller Arbeitsbedingungen, Frankfurt a. M. : Verl. d. Frankfurter Hefte, 1949.

## Sekundärliteratur
- Kyle Bruce: Henry S. Dennison, Elton Mayo, and Human Relations historiography. In: Management & Organizational History, 2006, 1: 177–199.
- Richard C. S. Trahair, Elton Mayo: The Humanist Temper. Transaction Publishers, U.S. 2005, ISBN 1-4128-0524-4.
- Helen Bourke: Mayo, George Elton (1880–1949). In: Douglas Pike (Hrsg.): Australian Dictionary of Biography. Band 10. Melbourne University Press, Carlton (Victoria) 1986, ISBN 0-522-84327-1 (englisch).